# Tea meeting
El tea meeting (reunión del té) es una tradición de forma parte de la cultura de San Cristóbal y Nieves y de Barbados. Los tea meeting consisten en celebraciones para merendar donde se incluyen músicas y diversas actuaciones como monólogos, chistes y canciones. Las actuaciones son presentadas por una pareja, que también participa en el espectáculo. El público normalmente colabora con los artistas.